# Велика Ступка
Велика Ступка — річка в Україні, у Бахмутському районі Донецької області. Ліва притока Бахмутки (басейн Дону).

## Опис
Довжина річки 14 км, похил річки 9,6  м/км, найкоротша відстань між витоком і гирлом — 11,71  км, коефіцієнт звивистості річки — 1,20 . Площа басейну водозбору 64,7  км². Річка формується 5 безіменними струмками та 12 загатами.

## Розташування
Бере початок на північно-східній частині у місті Часів Яр. Спочатку тече переважно на південний схід, потім на північний схід через Іванівське, Хромове і у Бахмуті впадає у річку Бахмутку, праву притоку Сіверського Дінця.

## Цікаві факти
- Річку перетинає автошлях Т 0513 та залізнична дорога. На лівому березі річки на відстані приблизно 837,62 м розташована станція Малоільшівська.
- В кінці XIX століття на річці було розташовано 6 водяних та 4 вітряних млинів.[1]